# Pouilly-sur-Loire
Pour les articles homonymes, voir Pouilly.
Pouilly-sur-Loire est une commune française, située dans le département de la Nièvre en région Bourgogne-Franche-Comté.

## Géographie
La commune de Pouilly est située en Bourgogne-Franche-Comté. Sa superficie est de 2 028 hectares ; son altitude varie entre 143 et 244 mètres.
La commune est implantée au nord-ouest de la Nièvre, à 40 km au nord de Nevers (par la route), à 18 km à l’ouest de Donzy et à 12 km au sud de Cosne-Cours-sur-Loire, son chef-lieu d'arrondissement.
La voie de communication principale qui permet d'y accéder est la A77.

### Hydrographie
La commune se situe sur la rive droite de la Loire, à égale distance de l'embouchure et de la source du fleuve. Le Mazou parcourt la commune.

### Climat
Pour des articles plus généraux, voir Climat de la Bourgogne-Franche-Comté et Climat de la Nièvre.
En 2010, le climat de la commune est de type climat océanique dégradé des plaines du Centre et du Nord, selon une étude du Centre national de la recherche scientifique s'appuyant sur une série de données couvrant la période 1971-2000. En 2020, Météo-France publie une typologie des climats de la France métropolitaine dans laquelle la commune est exposée à un climat océanique altéré et est dans la région climatique  Centre et contreforts nord du Massif Central, caractérisée par un air sec en été et un bon ensoleillement. 
Pour la période 1971-2000, la température annuelle moyenne est de 11,1 °C, avec une amplitude thermique annuelle de 15,8 °C. Le cumul annuel moyen de précipitations est de 759 mm, avec 11,5 jours de précipitations en janvier et 7,7 jours en juillet. Pour la période 1991-2020, la température moyenne annuelle observée sur la station météorologique de Météo-France la plus proche, « Etrechy », sur la commune d'Étréchy à 22 km à vol d'oiseau, est de 11,5 °C et le cumul annuel moyen de précipitations est de 794,9 mm. 
La température maximale relevée sur cette station est de 40,6 °C, atteinte le 25 juillet 2019 ; la température minimale est de −15 °C, atteinte le 14 février 1991,,. 
Les paramètres climatiques de la commune ont été estimés pour le milieu du siècle (2041-2070) selon différents scénarios d'émission de gaz à effet de serre à partir des nouvelles projections climatiques de référence DRIAS-2020. Ils sont consultables sur un site dédié publié par Météo-France en novembre 2022.

## Urbanisme

### Typologie
Au 1er janvier 2024, Pouilly-sur-Loire est catégorisée commune rurale à habitat dispersé, selon la nouvelle grille communale de densité à sept niveaux définie par l'Insee en 2022.
Elle est située hors unité urbaine. Par ailleurs la commune fait partie de l'aire d'attraction de Cosne-Cours-sur-Loire, dont elle est une commune de la couronne,. Cette aire, qui regroupe 30 communes, est catégorisée dans les aires de moins de 50 000 habitants,.

### Occupation des sols
L'occupation des sols de la commune, telle qu'elle ressort de la base de données européenne d’occupation biophysique des sols Corine Land Cover (CLC), est marquée par l'importance des territoires agricoles (59,8 % en 2018), en diminution par rapport à 1990 (66 %). La répartition détaillée en 2018 est la suivante : terres arables (33,5 %), forêts (24,7 %), cultures permanentes (21,2 %), zones urbanisées (9,9 %), zones agricoles hétérogènes (5,1 %), eaux continentales (3 %), espaces ouverts, sans ou avec peu de végétation (2,6 %). L'évolution de l’occupation des sols de la commune et de ses infrastructures peut être observée sur les différentes représentations cartographiques du territoire : la carte de Cassini (XVIIIe siècle), la carte d'état-major (1820-1866) et les cartes ou photos aériennes de l'IGN pour la période actuelle (1950 à aujourd'hui).

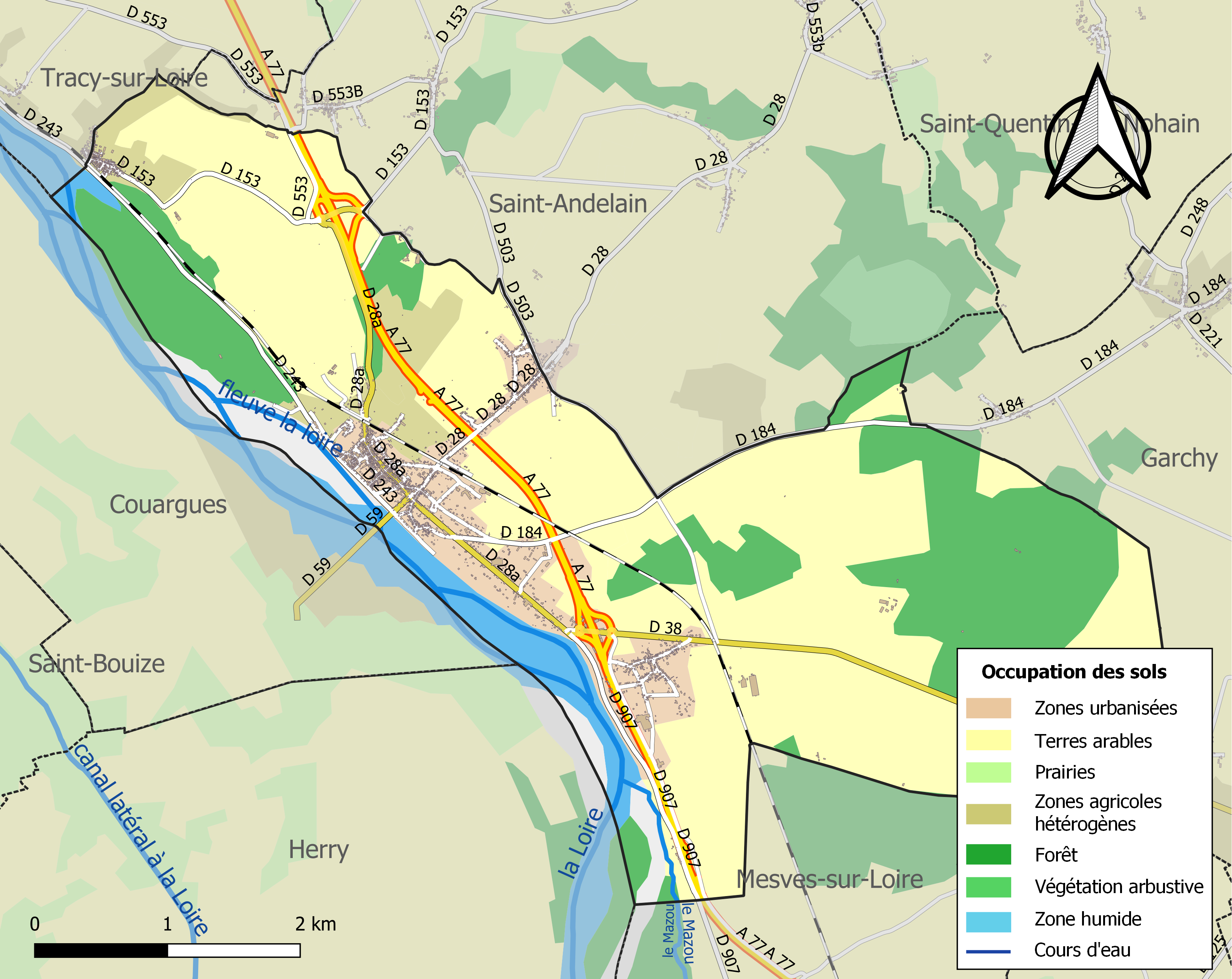
Carte des infrastructures et de l'occupation des sols de la commune en 2018 (CLC).

## Toponymie
Le nom de la commune proviendrait du nom d’homme latin Paulius, auquel se serait ajouté le suffixe acum.
La première mention connue de Pouilly remonte au Ve siècle : Pauliacum super fluvium Ligerim. On relève également les formes Pauliacus vers 680, Villa de Poliaco en 1184 et Poilly en 1507.

## Politique et administration

### Liste des maires
| Période                                  | Période    | Identité                | Étiquette | Qualité                  |
| ---------------------------------------- | ---------- | ----------------------- | --------- | ------------------------ |
| Les données manquantes sont à compléter. |            |                         |           |                          |
|                                          | 1848       | Jean Charles Garilland  |           | notaire                  |
| avant 1876                               | 1880       | Henry Désiré Pilleboue  |           |                          |
| 1880                                     | 1881       | Simon Polycarpe Ballery |           |                          |
| 1881                                     | 1896       | François Joseph Basset  |           |                          |
| 1896                                     | 1903       | Louis Eugène Gautier    |           |                          |
| 1903                                     | après 1906 | Henri Chabanne          |           |                          |
| Les données manquantes sont à compléter. |            |                         |           |                          |
| 1989                                     | 2020       | Jean-Jacques Lété       | LR        | Masseur-kinésithérapeute |
| 2020                                     | En cours   | Pascal Knopp            |           |                          |

## Démographie
L'évolution du nombre d'habitants est connue à travers les recensements de la population effectués dans la commune depuis 1793. Pour les communes de moins de 10 000 habitants, une enquête de recensement portant sur toute la population est réalisée tous les cinq ans, les populations de référence des années intermédiaires étant quant à elles estimées par interpolation ou extrapolation. Pour la commune, le premier recensement exhaustif entrant dans le cadre du nouveau dispositif a été réalisé en 2004.

En 2022, la commune comptait 1 623 habitants, en évolution de −2,93 % par rapport à 2016 (Nièvre : −3,28 %, France hors Mayotte : +2,11 %).
| 1793  | 1800  | 1806  | 1821  | 1831  | 1836  | 1841  | 1846  | 1851  |
| ----- | ----- | ----- | ----- | ----- | ----- | ----- | ----- | ----- |
| 2 335 | 2 304 | 2 568 | 2 551 | 3 071 | 3 202 | 3 169 | 3 251 | 3 169 |

| 1856  | 1861  | 1866  | 1872  | 1876  | 1881  | 1886  | 1891  | 1896  |
| ----- | ----- | ----- | ----- | ----- | ----- | ----- | ----- | ----- |
| 3 168 | 3 550 | 3 330 | 3 238 | 3 139 | 2 986 | 3 100 | 3 000 | 2 840 |

| 1901  | 1906  | 1911  | 1921  | 1926  | 1931  | 1936  | 1946  | 1954  |
| ----- | ----- | ----- | ----- | ----- | ----- | ----- | ----- | ----- |
| 2 599 | 2 596 | 2 434 | 2 118 | 2 012 | 1 932 | 1 958 | 1 905 | 1 880 |

| 1962  | 1968  | 1975  | 1982  | 1990  | 1999  | 2004  | 2006  | 2009  |
| ----- | ----- | ----- | ----- | ----- | ----- | ----- | ----- | ----- |
| 1 804 | 1 850 | 1 790 | 1 723 | 1 708 | 1 718 | 1 746 | 1 767 | 1 742 |

| 2014  | 2019  | 2022  | - | - | - | - | - | - |
| ----- | ----- | ----- | - | - | - | - | - | - |
| 1 697 | 1 606 | 1 623 | - | - | - | - | - | - |

## Économie

### Viticulture
C'est dans ce milieu naturel façonné par la Loire qu'ont été implantées les premières vignes, probablement au VIIIe siècle.
Pouilly-sur-Loire, bien que faisant partie administrativement de la région Bourgogne, est une commune viticole classée dans le vignoble du Val de Loire et rattachée aux vignobles du Centre. Elle est située sur les aires géographiques de l'AOC pouilly-sur-loire et de l'AOC pouilly-fumé.
La confrérie de Saint-Vincent a été créée par l'évêque d'Auxerre André Colbert le 28 novembre 1697. Elle fête Saint Vincent chaque année à la fin du mois de Janvier. La  confrérie des Baillis de Pouilly-sur-Loire a été créée en 1949 pour associer les amateurs de l'appellation.

## Culture locale et patrimoie

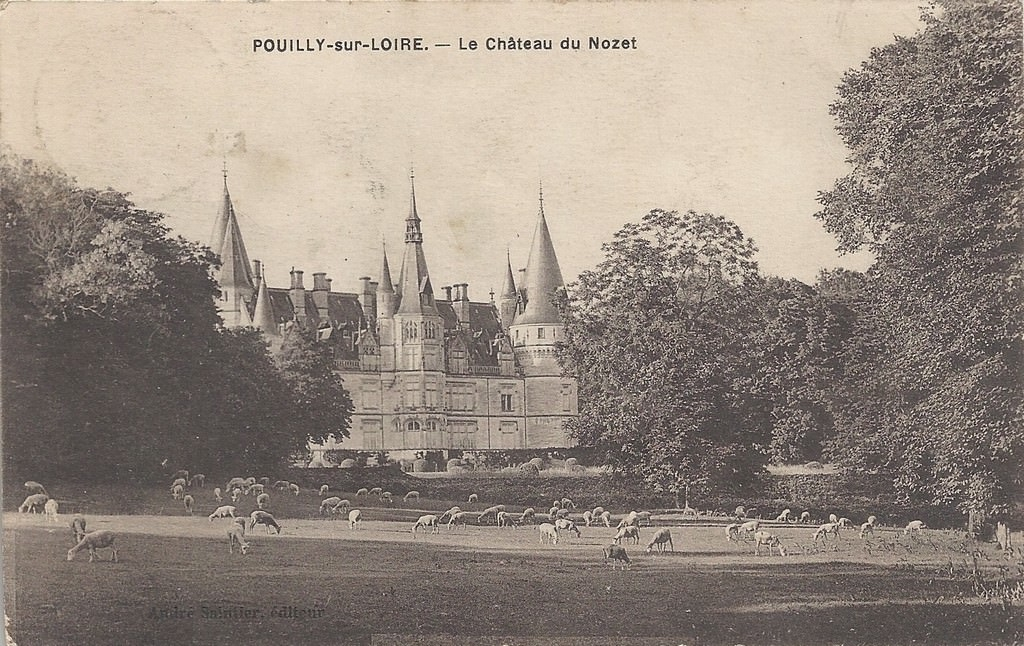
Carte postale du château du Nozet vers 1920.

### Lieux et monuments
- La voie carrossable

Proche de la Loire, une voie, identifiable à son chemin pavé, descend droit sur Pouilly au cœur du vignoble et traverse la cité. C'est l'ancienne route royale de Paris à Lyon.
- Les murs de la ville

Au Moyen Âge, Pouilly possédait une enceinte de forme rectangulaire, à l'intérieur de laquelle s'est développé le bourg. De forme rectangulaire, l'enceinte était marquée à ses angles nord-est et sud-est par des tourelles et défendue par le château seigneurial. Le bourg de Pouilly garde d'ailleurs le souvenir de l'organisation logique et orthogonale des rues. Le clos des Chaumiennes est le seul clos qui subsiste.
- Le clos des Chaumiennes

Le clos indique une propriété vigneronne entourée de murs, par opposition à un climat, qui est un champ ouvert.
- Le vignoble de Pouilly est, en effet, un vignoble ouvert : les vignes n'y sont pas closes, chaque propriétaire disposant de plusieurs parcelles dans des « climats » différents. Sauf à l'intérieur de la ville, où sur le coteau dominant la Loire, se suivaient plusieurs clos.
- Le Vieux Château

Près de l’église, au bout d’une petite rue longue et étroite montant depuis les bords de Loire jusqu'au centre-ville, se trouve un castel construit en 1651, selon les uns, au début du XVIIe siècle selon les autres. On l’appelle le Vieux Château. Il se situe à l’emplacement de l'ancienne forteresse médiévale qui faisait partie des défenses de la ville sur la Loire. L'origine du château primitif remonterait à l'époque carolingienne. À la fin du XIe siècle, il constitue la propriété des Bénédictins de La Charité-sur-Loire, devenus seigneurs temporels de Pouilly par suite du don que leur a fait Humbault le Blanc avant de partir en croisade.
Le château a beaucoup souffert de la guerre de Cent Ans et des luttes opposant catholiques et protestants. Ruiné et rebâti à plusieurs reprises, il est réédifié une dernière fois en 1651. 
En 1750, il appartient aux seigneurs d’Arbourse, qui le vendent au fermier de la châtellenie de Pouilly pour la somme de 11 500 livres. 
À la Révolution, le château devient un bien national. Il est acquis, au début du XIXe siècle par la famille Lafond, qui a pris possession quelques années auparavant du château du Nozet. Dans les années 1870, il abrite une école dirigée par les frères de la Doctrine chrétienne.
- L'hôtel-Dieu

Hôtel-Dieu édifié pendant la campagne de maintien de l'ordre de Louis XIV visant à enfermer les pauvres, nécessiteux et désœuvrés afin de les faire travailler, par décision de l'évêque d'Auxerre André Colbert, et financé par son cousin le prieur de La Charité, seigneur de Pouilly, archevêque de Rouen Jacques-Nicolas Colbert, fils du ministre. Taques de cheminée aux armes des Colbert. 1713 est la date inscrite au-dessus de la porte d'entrée. En 1735, l'hôtel-Dieu est transformé en collège, puis vendu comme bien national en 1792 à un marchand de fer. Son origine est alors peu à peu oubliée.
Dominant la Loire, cette construction strictement cubique (12 × 12 × 12 m), coiffée d'un toit pyramidal à la Mansart, est orientée selon le lever du soleil au solstice d'été et selon le coucher du soleil au solstice d'hiver ; sa disposition intérieure est délimitée par une croix latine. Les salles hospitalières sont situées en rez-de-jardin, l'appartement de l'évêque est à l'étage en rez-de-chaussée. Deux balcons ornent les façades, dont la ferronnerie porte le C des Colbert. Cet édifice a retrouvé sa fonction hospitalière en l'an 2000 en abritant un cabinet d'ostéopathie.
Sources : Archives départementales de l'Yonne
- L'église Saint-Pierre

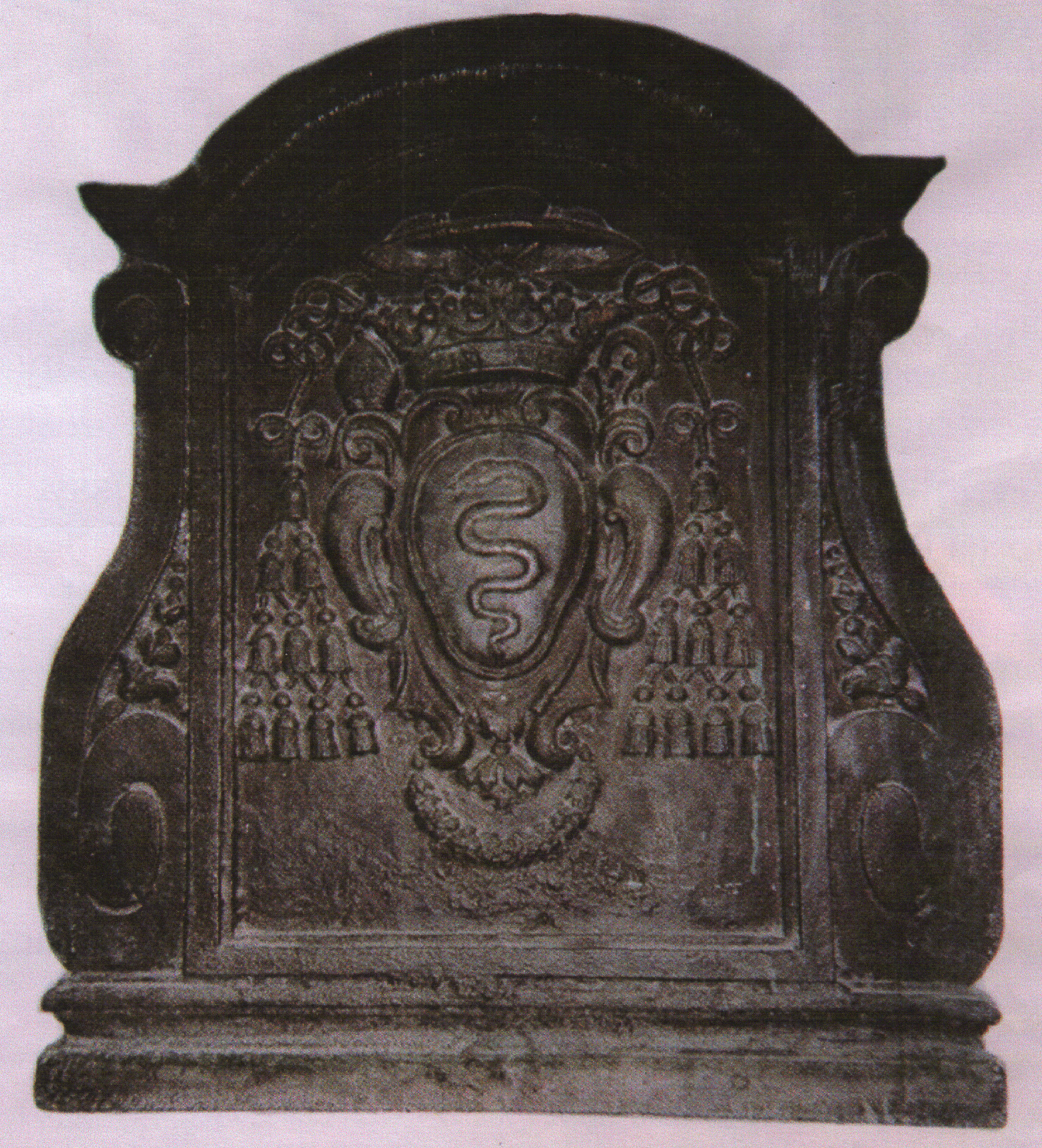
Blason des Colbert.

Consacrée en 1120, l'église Saint-Pierre est reconstruite au début du XIIIe siècle. Puis, comme le château voisin, elle est endommagée pendant les guerres de Religion et rebâtie à plusieurs reprises. L'église est en grande partie reconstruite à la fin du XIXe siècle et inaugurée en 1889. Il demeure toutefois quelques éléments des édifices précédents, comme la tour-clocher datant de la première moitié du XVIe siècle (inscrite aux monuments historiques en 1971).
- La chapelle de Lorette

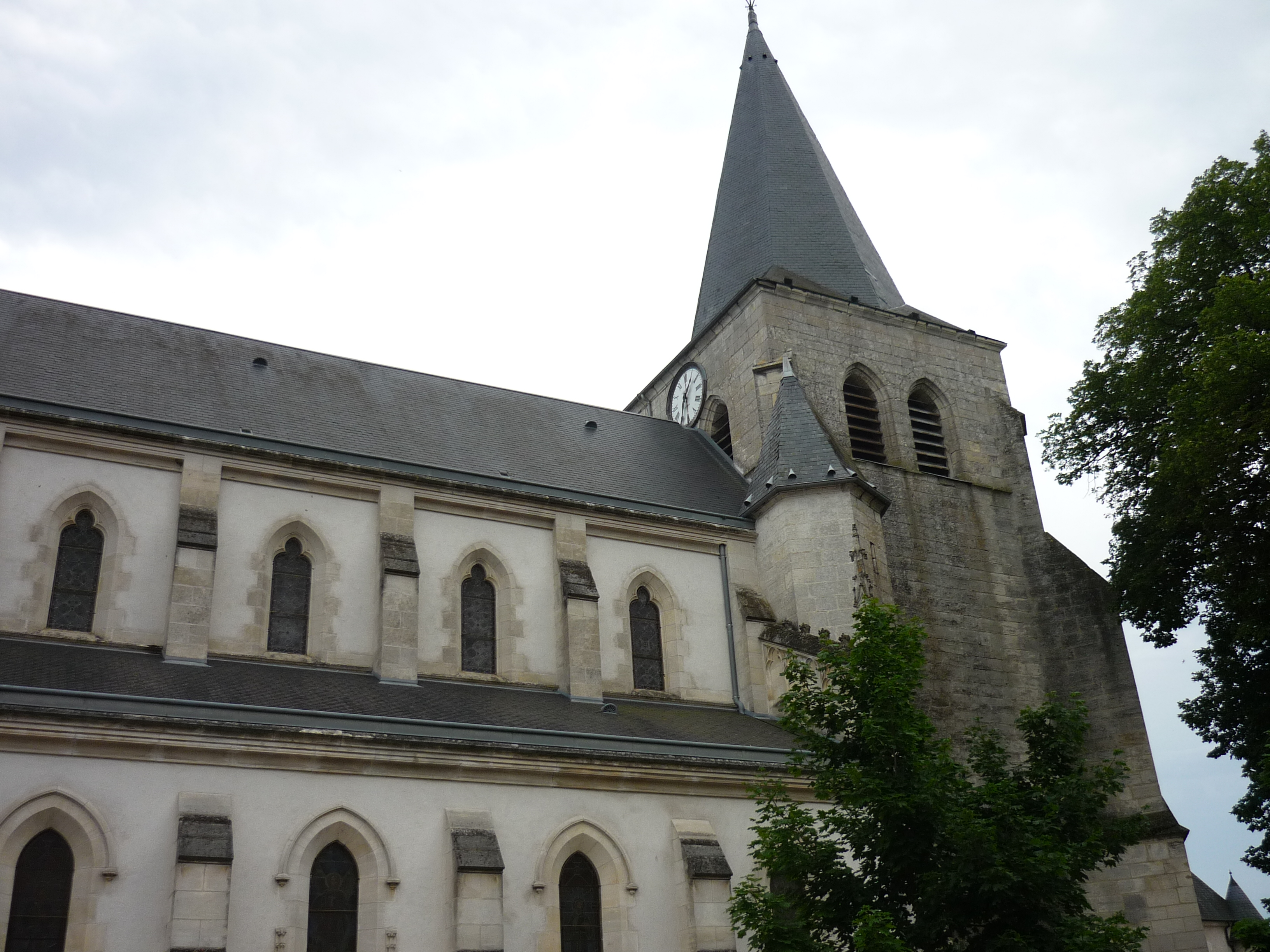
L’église Saint-Pierre.

Construite hors les murs de la ville, la chapelle Notre-Dame-de-Lorette a progressivement été entourée par les sépultures du cimetière, et ce depuis 1750. Ce bâtiment, rare édifice de ce genre dans la Nièvre, est remarquable par sa façade de style Louis XIII. Le portail classique en plein cintre est logé entre deux pilastres supportant un fronton triangulaire sur lequel on lit : « Si l'amour de Marie en ton cœur est gravé en passant ne t'oublie de luy dire un Ave ».
- Les quais et le pont de Loire

Pour faciliter le commerce du vin avant l'arrivée du train, les habitants de Pouilly ont entrepris des travaux dans le lit de la Loire pour empêcher qu'elle ne s'éloigne trop des murs de la ville. Ainsi, le XIXe siècle est marqué par la réalisation d'un port avec quais maçonnés et gare d'eau. Puis, à partir de 1899, la construction du pont métallique fut entreprise. Il fut détruit pendant la Seconde Guerre mondiale et reconstruit en 1946.
- Le village des Loges

Le hameau des Loges possède encore quelques maisons vigneronnes datant du XIXe siècle. Elles sont reconnaissables par la présence d'un escalier enjambant la cave et permettant d'accéder au rez-de-chaussée. Dans cette région viticole, une grande importance était en effet accordée à la cave : celle-ci était bâtie en premier, et l'habitat surélevé en fonction des contraintes de cette dernière. Ainsi, la cave semi-enterrée permettait une bonne conservation du vin.
- Les Plaques Rouges - Message dans l'Univers

Des plaques rouges parsemées dans le village et les alentours témoignent de la volonté d'anonymes, poussés à créer par l'artiste Arsèn Éca. Chaque plaque est gravée d'un message créé par une personne. Celui-ci est diffusé dans l'Univers par onde radio. La Plaque Rouge marque le point d'émission.
- Le pavillon et les sentiers du Milieu de Loire

Le Pavillon du Milieu de Loire est situé à Pouilly-sur-Loire (58). C'est un centre d'interprétation offrant les clés pour mieux comprendre cette mosaïque de milieux naturels recelant une faune et une flore diversifiée, et les particularités du vignoble de Pouilly. Pour s'y rendre, rien de plus simple ! une fois arrivé(e) à Pouilly-sur-Loire, suivre les panneaux « Pavillon du Milieu de Loire ».

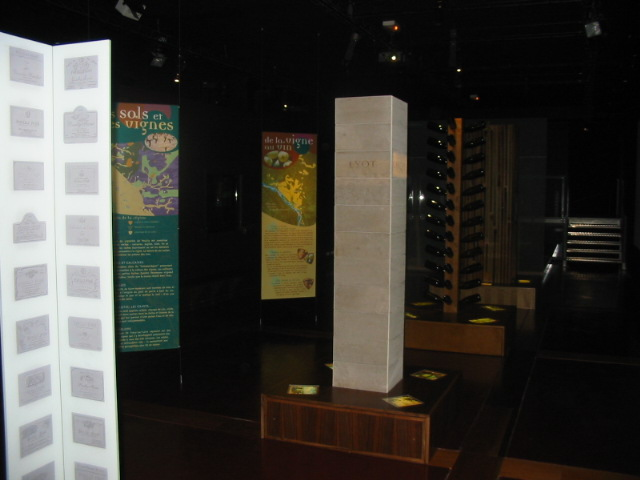
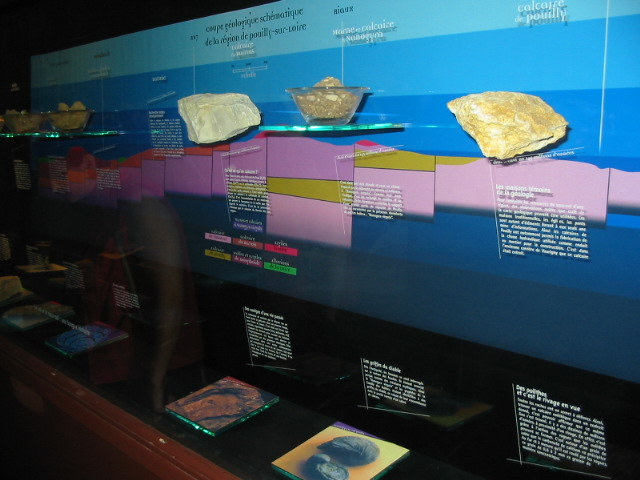
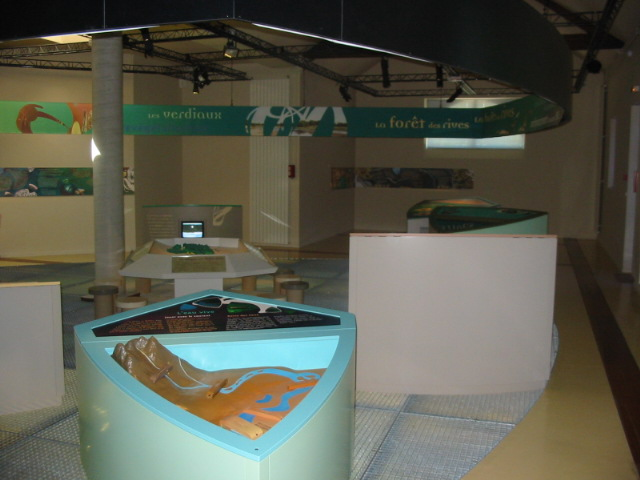

Au départ de Pouilly-sur-Loire, trois sentiers de petite randonnée vous permettent de découvrir les paysages des bords de Loire :
- le sentier de l'Île vous conduit au cœur de la Réserve naturelle du Val de Loire, d'abord sur une grande plage de graviers, le long du fleuve, puis sur une ancienne île, gagnée maintenant par la forêt alluviale ;
- le sentier des Loges vous permet de suivre un petit vallon consacré à la vigne dès le XIIIe siècle par les moines chartreux ;
- le sentier de la Butte emprunte la voie romaine puis la voie royale sur les traces de l'histoire de Pouilly.

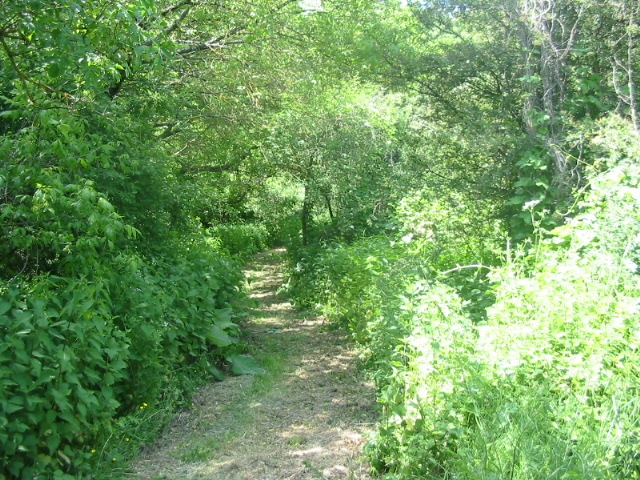
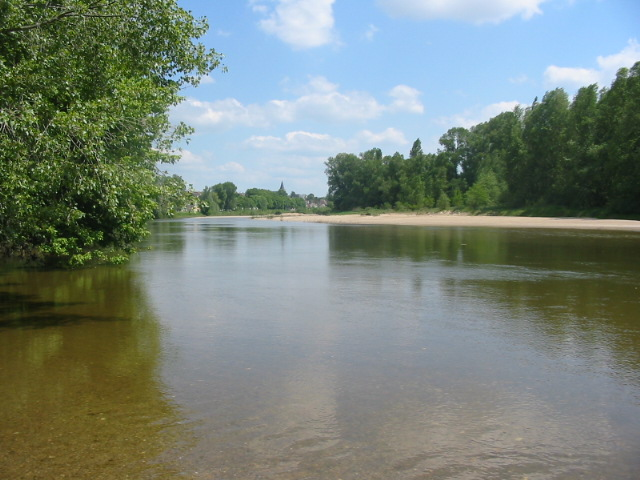
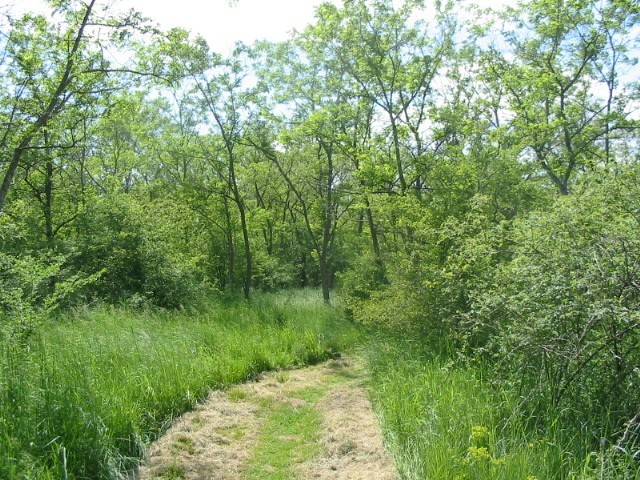
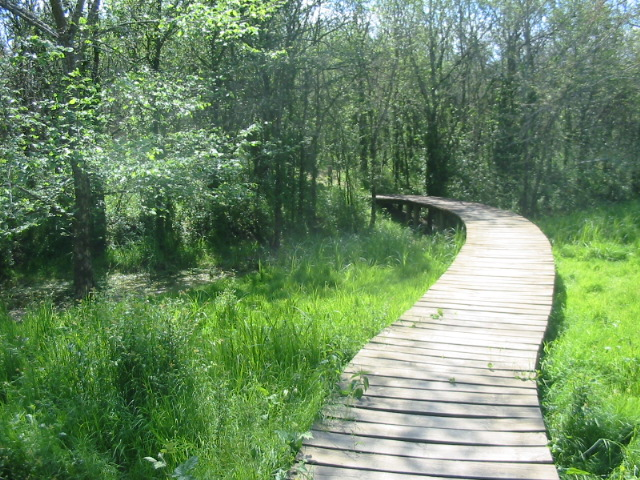
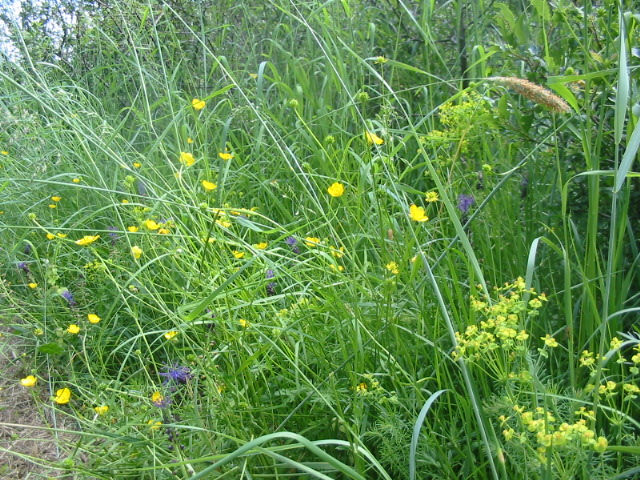

### Personnalités liées à la commune
- Louis-Nicolas de Lespinasse (1734-1808), illustrateur et homme politique né à Pouilly-sur-Loire, maire de Varennes-lès-Nevers, député de la Nièvre au Corps législatif.
- Augustin de l'Espinasse (1737-1816), général des armées de la République y est né.
- Jean Guillaume Guillerault-Bacoin (1751-1819), homme politique, député de la Nièvre de 1792 à 1797.
- Philippe François Didier Usquin (1757-1843), homme politique, député de Seine-et-Oise, maire de Saint-Germain-en-Laye.
- Antoine-Narcisse Lafond (1793-1866), financier et homme politique, propriétaire du château du Nozet.
- Guillaume des Rotours (1888-1970), parlementaire sous la Troisième République.

### Pouilly dans les arts

#### Au cinéma
La commune de Pouilly-sur-Loire apparaît dans un film de Roy Boulting, Une fille dans ma soupe (1970), dans lequel le personnage interprété par Peter Sellers va y goûter des vins lors de la Foire aux vins.

#### Dans la peinture
- Rex Barrat, La plage à Pouilly-sur-Loire (1950)[24]

### Héraldique
| Blason | Blasonnement : « D'azur aux trois bourses d'or accompagnées en chef d'une fleur de lys du même. » |